# 吉田兵次
吉田 兵次（よしだ へいじ、本名：小林 虎市、1883年（明治16年）8月10日 - 1975年（昭和50年）1月8日）は、人形浄瑠璃文楽の人形遣い。兵庫県淡路島出身。

## 来歴・人物
1883年8月10日に生まれ、12歳のころから地元淡路の六太夫座に籍を置く。兄三人が人形遣いで一番上と三番目の兄が文楽座と大阪堀江座に籍を置いていた、二番目の兄は初代桐竹紋十郎の門下で桐竹紋五郎を名乗った。自身も十二歳で兄の桐竹紋五郎に頼って、1902年8月より大阪堀江座に籍を置く、まもなく5代目吉田兵吉の門下になり吉田乕市を名乗る。（4代目吉田小兵吉は同門。）初めて番付に載った時は「競伊勢物語」の在原業平や「碁太平記白石噺」の台蔵などを務めた。1909年4月に同座で吉田兵治、翌月5月には吉田兵次と改名。
1911年1月いったん地元の六太夫座に戻り5月に元の堀江座の一員が近松座に入座する為に誘われ、1912年正月より近松座に移籍。このころは「国性爺合戦」の唐人「野崎村」の下女およしを務めている。翌年の1913年1月から1916年12月まで再び六太夫座、1914年からは竹豊座に籍を置き「野崎村」の久松「本朝廿四孝」の濡衣等いい役を務めるようになる。しかしだんだん端役が多くなり兄紋五郎が口上専門だったこともあり自身も口上専門になる。戦後になっても淡々と舞台を務め、1949年に文楽は「因会」と「三和会」に分裂、兵次は「因会」に属した。1966年に勲七等青色桐葉章を受章。
晩年は高齢で舞台の回数が減り、1975年1月8日に故郷淡路島の自宅の薬屋で没。